# ثيكلا ريوتين
ثيكلا ريوتين (بالهولندية: Thekla Reuten)‏ هي ممثلة هولندية، ولدت في 16 سبتمبر 1975 في هولندا.

## أعمال

### أفلام
- (2008) في بروج[2]
- (2010) الأمريكي[3][4]
- (2018) العصفور الأحمر[5]

## وصلات خارجية
- ثيكلا ريوتين على موقع IMDb (الإنجليزية)
- ثيكلا ريوتين على موقع ميتاكريتيك (الإنجليزية)
- ثيكلا ريوتين على موقع روتن توميتوز (الإنجليزية)
- ثيكلا ريوتين على موقع قاعدة بيانات الأفلام العربية
- ثيكلا ريوتين على موقع ألو سيني (الفرنسية)
- ثيكلا ريوتين على موقع أول موفي (الإنجليزية)
- ثيكلا ريوتين على موقع قاعدة بيانات الأفلام السويدية (السويدية)
- ثيكلا ريوتين على موقع ديسكوغز (الإنجليزية)
- ثيكلا ريوتين على موقع قاعدة بيانات الفيلم (الإنجليزية)
- ثيكلا ريوتين على موقع ليتربوكسد (الإنجليزية)